# Israëlitische Orthodoxe Synagoge van Kuregem
De Israëlitische Orthodoxe Synagoge van Kuregem is een gebouw in de Brusselse wijk Kuregem waarin twee synagogen zijn ondergebracht van de Israëlitische Orthodoxe Gemeente van Brussel. Dit gebouw bevindt zich in de Kliniekstraat.

## Geschiedenis

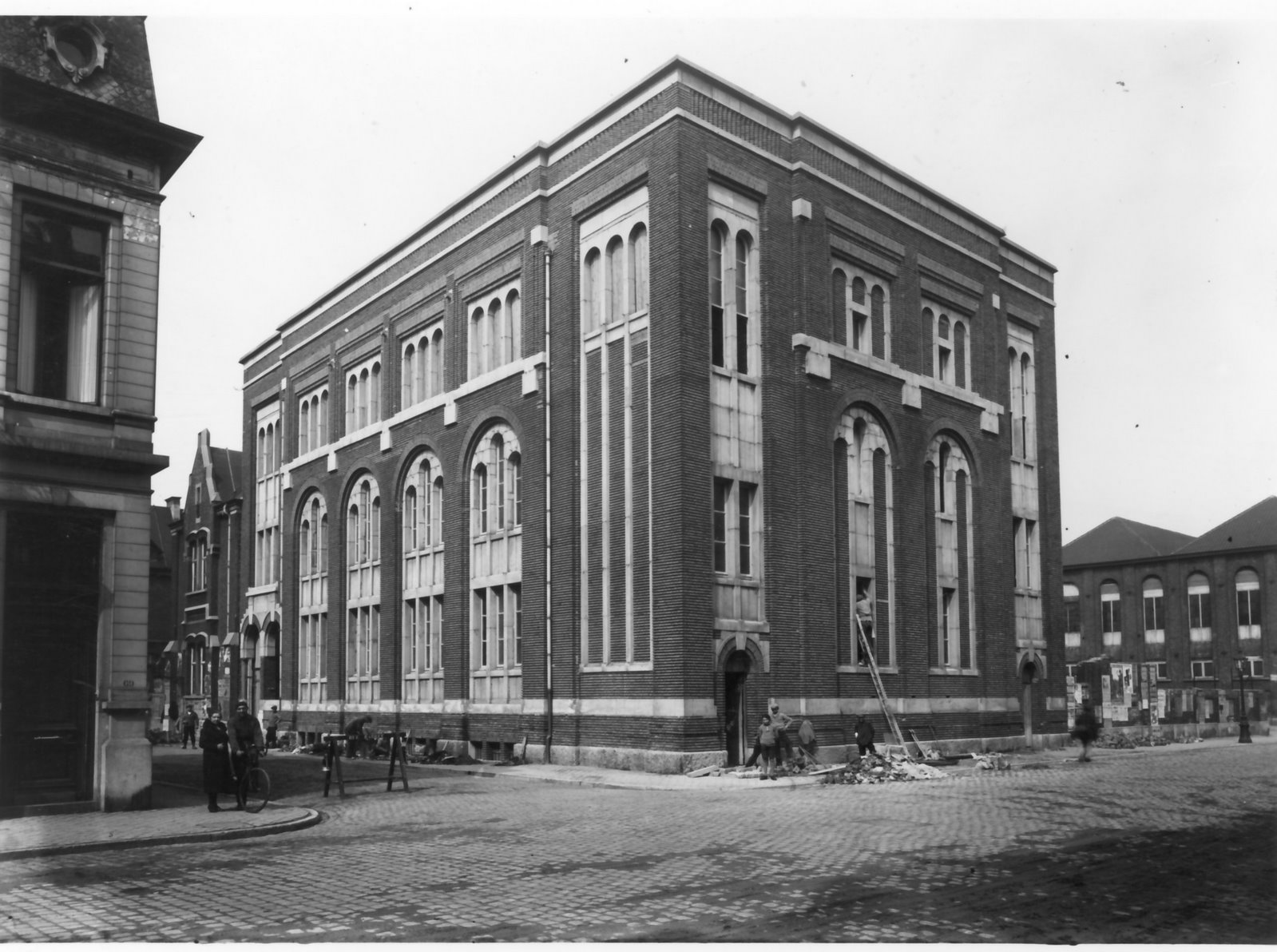
De synagoge in 1935

In het begin van de 20e eeuw was er een Joodse wijk ontstaan rond het Zuidstation. Met de steun van het Centraal Israëlitisch Consistorie van België werd een terrein van zo'n 550 m² aangekocht om een synagoge te bouwen (1926). De Antwerpse architect Joseph de Lange tekende de plannen en op 26 september 1928 kon de eerste steen worden gelegd. Vijf jaar later, op 6 april 1933, volgde de inauguratie.
De grote groep Asjkenazische Joden van Duitse oorsprong kreeg de beschikking over de grote ruimte op het gelijkvloers. De minder talrijke Sefardische Joden van Poolse origine hielden hun rites in een kleinere ruimte op de eerste verdieping.
Tijdens de Duitse bezetting in de Tweede Wereldoorlog werden de erediensten opgeschort (vanaf 1943).

## Beschrijving
De synagoge is gebouwd in een sobere art-deco-stijl. De grote zaal biedt plaats aan zo'n 300 gelovigen.
Ze is door een doek opgesplitst in een linkerkant bestemd voor de vrouwen, en een rechterkant voor de mannen. Vooraan staat het altaar met mooie schilderingen en erboven de Hebreeuwse tien geboden. In het plafond is een brandglas verwerkt in de vorm van een omcirkelde davidster.
Het complex omvat ook mikveh (rituele baden), schoollokalen en een woning voor de rabbijn.

## Brandstichting
In het begin van de 21e eeuw waren er twee incidenten waarbij gepoogd werd om brand te stichten in de synagoge:
- 2010: molotovcocktail tegen toegangsdeur
- 2014: vier vuurhaarden op de tweede verdieping[4]